# Вэсси, Лиз
Лиз Вэсси (англ. Liz Vassey; род. 9 августа 1972, Роли) — американская актриса. Дважды номинантка на дневную премию «Эмми».

## Карьера
Лиз Вэсси начала свою карьеру с роли Эмили Энн Саго Мартин в дневной мыльной опере «Все мои дети», где снималась с 1988 по 1992 год, а в 1990 году была номинирована на Дневную премию «Эмми» за роль в сериале. После ухода из мыльной оперы она начала карьеру в прайм-тайме, где в основном появлялась в эпизодах сериалов, а в 1999 году получила главную женскую роль в ситкоме «Братская любовь», который был закрыт после двух сезонов. Также она снялась в нескольких ситкомах, каждый из которых был закрыт после одного сезона, и имела второстепенную роль в сериале «Вернуть из мёртвых» в 2005 году.
Получила вторую номинацию на дневную премию «Эмми» за главную роль в сериале «Райли Парра».
Вэсси наиболее известна по роли Уэнди Симмс в телесериале «C.S.I.: Место преступления», в котором она снималась с 2005 по 2010 год. Также у неё были заметные роли в сериалах «Два с половиной человека» и «Необходимая жестокость».

## Личная жизнь
Лиз Вэсси родилась в Роли, Северная Каролина. С 2004 года она замужем за Дэвидом Эммерихсом, у них нет детей.
В 2002 году вместе с коллегой-актрисой Кристин Бауэр Вэсси основала компанию Neurosis to a T(ee), которая разрабатывает и продаёт женские футболки с надписями в поддержку женщин, переживающих проблемы в личных отношениях.